# Station Hypo
Station Hypo (Eigenschreibweise: Station HYPO), auch genannt Fleet Radio Unit Pacific (FRUPAC), war während des Zweiten Weltkriegs eine wichtige Funkabhörstelle der Kriegsmarine der Vereinigten Staaten (US Navy).
Sie befand sich auf Hawaii, mitten im Pazifischen Ozean, und war neben der Fleet Radio Unit Melbourne (FRUMEL) in Australien eine von zwei großen Signalaufklärungseinheiten der Alliierten, die im Pazifikkrieg als Fleet Radio Units (deutsch etwa: „Marinefunkaufklärungseinheiten“) bezeichnet wurden.

## Geschichte

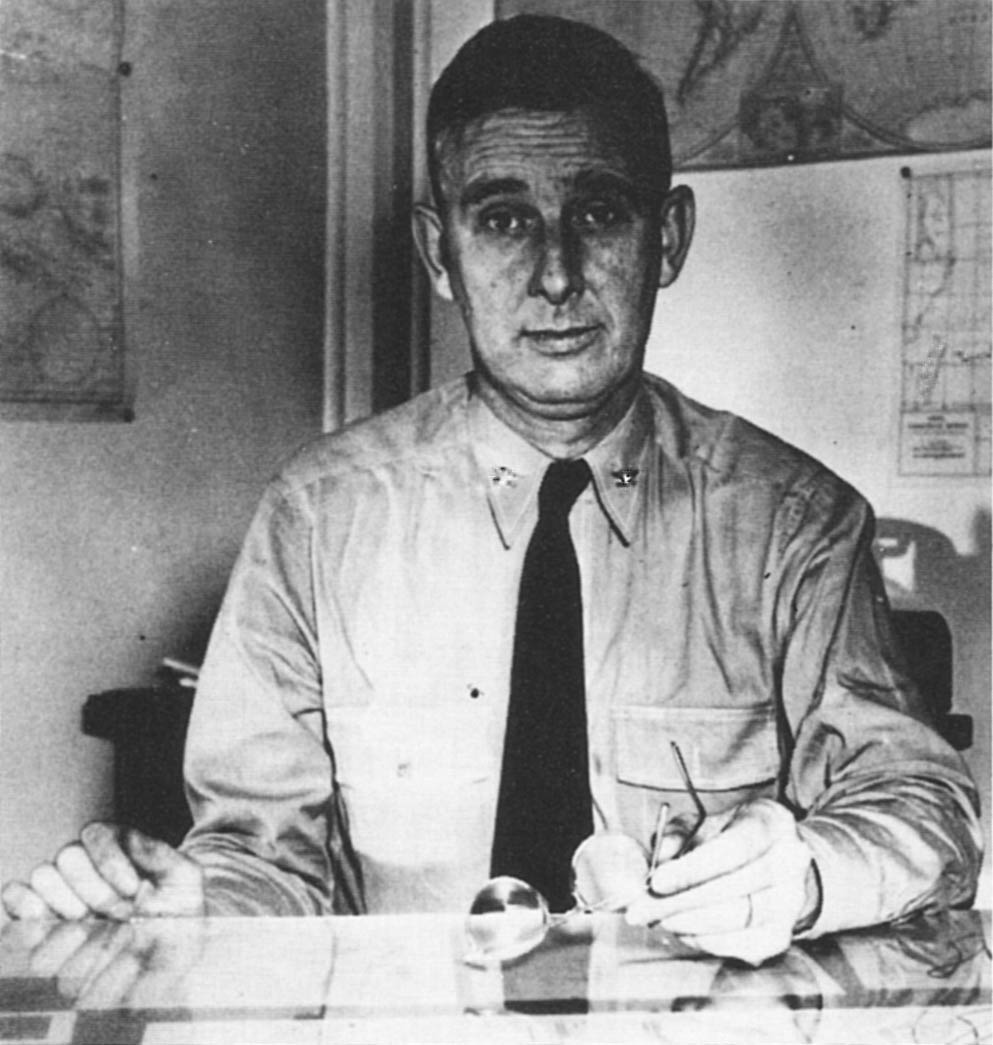
Joseph J. Rochefort war der leitende Kryptoanalytiker von Hypo.

Die Station unterstand dem Op‑20‑G mit Sitz in Washington, D.C. und erhielt ihren Namen aus einem damals gebräuchlichen amerikanischen Buchstabieralphabet, das mit „Afirm“, „Baker“, „Cast“, „Dog“ begann und das für den Buchstaben H wie Hawaii das Ansagewort „Hypo“ vorsah.
Im Sommer 1941, ein knappes halbes Jahr vor dem japanischen Überfall auf Pearl Harbor, hatte  eine kleine Gruppe von US‑amerikanischen Nachrichtenoffizieren, Linguisten und Kryptoanalytikern, genannt die Combat Intelligence Unit (deutsch etwa: „Kampfaufklärungseinheit“), dort einige unscheinbare Räume im Keller eines Verwaltungsgebäudes des 14. Marinedistrikts der US Navy bezogen. Der Keller, vollgestopft mit allerlei technischem Gerät und ständig bewacht von Marineinfanteristen, erhielt schnell den Spitznamen Dungeon („Kerker“). Auftrag war die Sammlung und Auswertung japanischer Funksprüche. Auf diese Weise erhofften sich die USA Informationen über die japanischen Absichten und Pläne während dieser kritischen Monate des Jahres 1941 zu erhalten.
Geleitet wurde Hypo von Joseph Rochefort (Bild). Eine seiner wichtigsten Aufgaben war, einen Einbruch in den am meisten verwendeten japanischen Code zu erreichen, den die Amerikaner JN‑25 nannten, wobei die Abkürzung JN hier für Japanese Navy (Japanische Marine) stand. Dieser Code war allerdings noch immer „unlesbar“, als am Morgen des 7. Dezember 1941 der japanische Überraschungsangriff stattfand. Erst im März 1942 gelang es, Geheimtexte zu entziffern, die damit verschlüsselt worden waren.
Eine besondere Schwierigkeit war, das innerhalb eines kurz darauf entzifferten Spruchs auftauchende überschlüsselte Kürzel „AF“ zu identifizieren. Klar war, dass es sich um die Deckbezeichnung für einen Ort handeln musste. Völlig unklar war, um welchen Ort es sich dabei handelte. Es konnten die Aleuten sein oder irgendeine Insel im Pazifik. Die Lösung dieses schwierigen Rätsels gelang dem Dungeon mithilfe eines Tricks: Rochefort vermutete, „AF“ könne für die Midwayinseln stehen, ein Atoll im Nordpazifik und wichtiger Marinestützpunkt der USA. Die dortigen US‑Streitkräfte wurden angewiesen, eine Funknachricht zu senden, in der das lokale Wasseraufbereitungssystem als defekt gemeldet wurde. Kurz darauf konnte Hypo einen mit JN‑25 verschlüsselten japanischen Funkspruch abhören, in dem mitgeteilt wurde, dass „AF“ Probleme mit seinem Frischwassersystem habe.
Damit war klar, dass Midway das japanische Angriffsziel „AF“ war, und Admiral Nimitz schickte seine verfügbaren Flugzeugträger dorthin, um den erwarteten japanischen Flottenverband abzufangen. Die Schlacht um Midway im Juni 1942 führte zur Versenkung von vier japanischen Flugzeugträgern bei nur einem versenkten amerikanischen Träger und gilt als Wendepunkt des Pazifikkriegs. Danach befanden sich die japanischen Streitkräfte in der Defensive.
Im April 1943 konnte die Combat Intelligence Unit ihren Keller verlassen und bezog ein neues Quartier im nahen Makalapa. Der „Kerker“ stand lange leer, dient aber inzwischen als Gedenkstätte. Zwei Plaketten erinnern an die Leistungen der Station Hypo.